# 梅克倫堡-施威林的塞西莉埃
塞西莉，梅克倫堡-什未林女公爵（英語：Duchess Cecilie of Mecklenburg-Schwerin，1886年9月20日—1954年5月6日）是德国梅克伦堡-什未林大公弗里德里希·弗朗茨三世和俄罗斯的安娜斯塔西婭·米哈伊洛芙娜女大公所生的女儿。她也是德意志帝国的最后一位皇储妃。
1904年，她在哥哥的婚礼上认识了威廉皇储（德国末代皇帝威廉二世的儿子）。身高182厘米的她很快就吸引了的威廉。1905年，她嫁给威廉并成为德国和普鲁士皇儲妃。她在婚后诞下六名孩子。两人的婚姻生活因威廉的多次不忠而不和谐。